# Hopea myrtifolia
Hopea myrtifolia är en tvåhjärtbladig växtart som beskrevs av Friedrich Anton Wilhelm Miquel. Hopea myrtifolia ingår i släktet Hopea och familjen Dipterocarpaceae. Inga underarter finns listade i Catalogue of Life.